# Тахрир ел Шам
Хајат Тахрир eл-Шам— у преводу „Организација за ослобођење Леванта” или „Комитет ослобођења Леванта” је џихадистичка, салафистичко-вехабијска терористичка група. Група је основана 28. јануара 2017. спајањем више салафистичких групација међу којима и Џабхат Фатех ал Шам. Тахрир ал Шам након ИД-а, представља најозбиљнију и најјачу терористичку групу у Сиријском рату. Фебруара 2017. године бројала је преко 30.000 терориста у свом саставу.
Тахрир ал Шам је одговорна за већи број ратних злочина и терористичких напада на територији Сирије. Ова групација повремено долази у оружани сукоб са осталим терористичким групама попут Слободне сиријске армије, Ахрар ел Шама и Исламске Државе, међутим веома често заједно са њима сарађује у борби против легалне Сиријске војске.
Вођа групе је Ахмед ел Шара, познат и као Абу Мухамад ел Џулани.

## Пад Асадовог режима и преузимање власти 2024. године
Тахрир ел Шам и остала сиријска опозиција збацили су режим Башара ел Асада у децембру 2024. године и преузели власт у Сирији.